# La Coucourde
La Coucourde ist eine französische Gemeinde mit 1.214 Einwohnern (Stand 1. Januar 2022) im Département Drôme in der Region Auvergne-Rhône-Alpes (vor 2016 Rhône-Alpes); sie gehört zum Arrondissement Nyons und zum Kanton Montélimar-1. Die Einwohner werden Coucourdois genannt.

## Geographie
La Coucourde liegt rund 29 Kilometer südsüdwestlich von Valence an der Rhône. Umgeben wird La Coucourde von den Nachbargemeinden Les Tourrettes im Norden, Condillac im Osten, Savasse im Osten und Süden, Meysse im Südwesten sowie Cruas im Westen.
Durch die Gemeinde führen die Autoroute A7 und die Route nationale 7.

## Bevölkerungsentwicklung
| Jahr                       | 1962 | 1968 | 1975 | 1982 | 1990 | 1999 | 2006 | 2019 |
| Einwohner                  | 513  | 522  | 470  | 563  | 687  | 749  | 897  | 1157 |
| Quellen: Cassini und INSEE |      |      |      |      |      |      |      |      |

## Sehenswürdigkeiten
- Kirche Saint-Antoine
- Kirche Saint-Régis
- Ruinen der Kirche Saint-François-Régis
- Turm von Leyne, Wehrhaus aus dem Jahre 1309

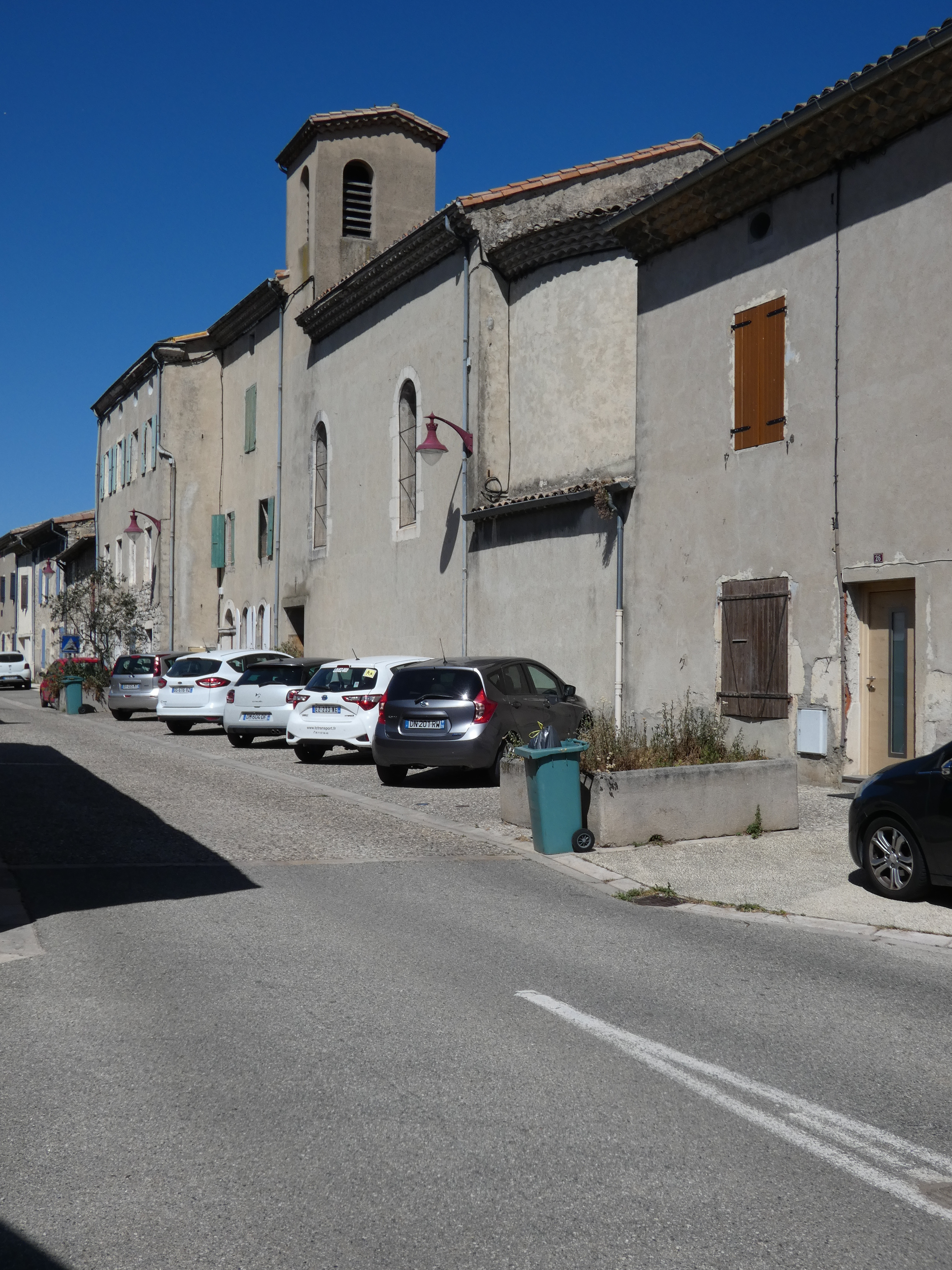
Kirche Saint-Régis

- Motte von Alpion